# Maud Megens
Maud Megens (Rotterdam, 6 februari 1996) is een Nederlandse waterpolospeler. Megens speelt sinds 2020 weer voor USC Trojans in de Verenigde Staten. In clubverband behaalde Megens de landstitel in 2014, uitkomend voor ZVL, en in 2015, uitkomend voor GZC Donk.
In de periode 2016-2019 speelde Megens al voor het universiteitsteam USC Trojans in Los Angeles, Verenigde Staten, en in 2020 keerde ze terug naar Widex GZC Donk.
Megens werd in 2013 voor het eerst geselecteerd voor het Nederlands seniorenteam en vertegenwoordigde Nederland onder meer op de Europese kampioenschappen van 2014, 2016 en 2018, waar achtereenvolgens twee keer zilver en één keer goud werd behaald. Ook maakte ze deel uit van de Nederlandse selectie die op het wereldkampioenschap van 2015 en de worldleague van 2018 zilver behaalde. In december 2021 beëindigde Megens haar interlandloopbaan.

## Palmares

### Nederlands team
- 2014:  EK Boedapest (Hongarije)
- 2015:  World League Shangai (China)
- 2015:  WK Kazan (Rusland)
- 2016:  EK Belgrado (Servië)
- 2018:  World League Kunshan (China)
- 2018:  EK Barcelona (Spanje)